# Mimovelleda humeridens
Mimovelleda humeridens – gatunek chrząszcza z rodziny kózkowatych i podrodziny zgrzypikowych. Jedyny przedstawiciel rodzaju Mimovelleda.

## Zasięg występowania
Gatunek ten występuje w Afryce Wschodniej, notowany w Tanzanii.